# مدرسة علاء الدين
مدرسة علاء الدين مدرسة ثانوية بجمهورية كوسوفا فريدة من نوعها، لها دور رائد في تعليم الدراسات الإسلامية بكوسوفا ومقدونيا والجبل الأسود وسنجق والبلقان عموما منذ تأسيسها سنة 1952م.

## التاريخ
هي نموذج حي للمدارس الإسلامية التي انتشرت سابقا في البلقان، وكانت هذه المدرسة في البداية مدرسة إسلامية متوسطة، ومنذ العام 1962م أصبحت مدرسة إسلامية ثانوية ومدة الدراسة بها أربع سنوات يتلقى الطلاب خلالها 25 مادة دراسية. كل أعضاء هيئة التدريس مؤهلون وتخرَّج فيها أكثر من 1100 طالب.

## النشاط
يقوم اتحاد طلاب المدرسة بإصدار مجلة دورية هي مجلة «نور الإسلام»·

## الفروع
افتتح لها أربعة فروع، فرعان منها للبنين في كل من مدينتي بريزرين - العاصمة القديمة لكوسوفا - وجيلان، وفرعان للبنات في كل من بريشتينا - العاصمة الحالية - وبريزرين·